# Colaxes
Colaxes  (лат.) — род аранеоморфных пауков из подсемейства Ballinae в семействе пауков-скакунов (Salticidae). В роде всего три вида, два из них обитают только на острове Шри-Ланка, а третий только на континентальной территории Индии.

## Виды
- Colaxes horton Benjamin, 2004 — Шри-Ланка
- Colaxes nitidiventris Simon, 1900 — Индия typus
- Colaxes wanlessi Benjamin, 2004 — Шри-Ланка